# Ptolemaios XIV.
Ptolemaios XIV. Philopator (altgriechisch Πτολεμαῖος Φιλοπάτωρ Ptolemaíos Philopátōr; * um 59 v. Chr.; † 44 v. Chr.) war ein König von Ägypten aus der Dynastie der Ptolemäer. Er war der Sohn Ptolemaios’ XII.; er folgte seinem älteren Bruder Ptolemaios XIII. nach dessen Tod am 14. Januar 47 v. Chr. (julianisch) als Mitregent seiner älteren Schwester Kleopatra VII.

## Leben
Die Mutter des Ptolemaios XIV. ist unbekannt (vgl. den Artikel Ptolemaios XIII.). Da Gaius Iulius Caesar nach seinem Einmarsch in Alexandria und seiner Unterstützung für Kleopatra VII. einen Aufstand befürchten musste, gab er zur Beruhigung der Lage das früher brutal von Rom annektierte Zypern dem ägyptischen Reich zurück und ernannte Ptolemaios XIV. und dessen Schwester Arsinoë IV. vorübergehend zu Koregenten dieser Insel (48 v. Chr.). Nach dem Untergang des Ptolemaios XIII. im Kampf gegen Caesar war der römische Feldherr unangefochtener Meister in Ägypten und übergab seiner Geliebten Kleopatra die Herrschaft, stellte ihr aber unter Bedachtnahme auf die Tradition ihren erst 12-jährigen Bruder Ptolemaios XIV. formell als Mitregent (und wahrscheinlich auch Gemahl) an die Seite. Eine neue Zählung der Regierungsjahre begann; das 1. Jahr des Ptolemaios XIV. wurde mit dem 5. Jahr der Kleopatra (= 4. September 48 bis 3. September 47 v. Chr.) gleichgesetzt. Die unbedeutende Rolle Ptolemaios XIV. in der Regierung zeigt sich darin, dass Kleopatra auch weiterhin nur ihr Porträt auf Münzen prägen ließ und in Datierungen ihr Name vor dem ihres Bruders erschien.
Als Kleopatra im Sommer 46 v. Chr. von Caesar nach Rom eingeladen wurde, nahm sie Ptolemaios XIV. und ein großes Gefolge mit. Nach der Ermordung Caesars an den Iden des März 44 v. Chr. floh Kleopatra und kehrte mit ihrem Bruder nach Ägypten zurück. Bald darauf ließ sie ihn beseitigen. Dieser Mord war wahrscheinlich politisch motiviert. Die bei den Alexandrinern unbeliebte Kleopatra war ihrer Herrschaft immer noch nicht sicher, besonders nach dem Tod ihres römischen Schutzherrn. Vielleicht suchte eine ägyptische Partei, die ihre romfreundliche Haltung nicht teilte, Kleopatra durch Arsinoe an der Seite des Ptolemaios XIV. zu ersetzen.  Jedenfalls hatte die Königin jetzt freie Hand und rief ihren dreijährigen Sohn von Caesar, Ptolemaios XV., zum neuen Mitregenten aus.